# Léo Pesteil
Pas d'image ? Cliquez ici

a Compétitions nationales et continentales officielles uniquement.

b Matchs officiels uniquement.
Léo Pesteil, né le 12 août 1982 à Bourgoin-Jallieu (France), est un joueur français de rugby à XV qui évolue au poste d'arrière.
Son père Jean-Pierre Pesteil et son oncle Christian Pesteil ont également défendu les couleurs de l'AS Béziers.

## Biographie
Léo Pesteil naît à Bourgoin-Jallieu, il est le fils de Jean-Pierre Pesteil,.
En 2001, il est vice-champion du monde avec l'équipe de France des moins de 19 ans.
Après avoir mis un terme à sa carrière, il rejoue en amateur en Suisse au Nyon RC.

## Palmarès

### En club
- Vainqueur de la Pro D2 en 2007 avec le FC Auch.

### En équipe nationale
- Finaliste du Championnat du monde des moins de 19 ans en 2001 avec l'équipe de France des moins de 19 ans.